# Vitina Marcus
Vitina Marcus (* 1. März 1937 in New York City, New York) ist eine US-amerikanische Schauspielerin, die in zwei Episoden von Lost in Space als Athena, die erotisierende Muse von Dr. Smith, auftritt. Außerdem erscheint sie unter anderem in Die Seaview – In geheimer Mission und in Episode 24 und 26 von The Time Tunnel · "Chase Through Time/Jagd durch die Zeiten", als Zee, "Attack of the Barbarians/Die Erben des Dschingis Khan", als Sarit – sowie in Irwin Allens Dinosaurier-Abenteuer Versunkene Welt (1960).

## Filmografie (Auswahl)
- 1960: Versunkene Welt (The Lost World)
- 1962: Taras Bulba